# Hatari
Hatari (títol original en anglès Hatari!) és una pel·lícula d'aventures estatunidenca dirigida l'any 1962 per Howard Hawks i protagonitzada per John Wayne. Aquesta pel·lícula ha estat doblada al català.

## Argument
Sean Mercer, caçador que recorre el món capturant animals per vendre'ls als zoos, reuneix un grup de caçadors a les planes africanes de Tanganika, a la cacera de zebres i girafes. L'aparició d'una fotògrafa, que demana d'unir-se al grup, modificarà les relacions i tensions en l'equip.
Hatari en suahili significa "Perill".

## Repartiment
- John Wayne: Sean Mercer
- Hardy Krüger: Kurt Müller
- Elsa Martinelli: Anna Maria "Dallas" D'Alessandro
- Red Buttons: "Pockets"
- Gérard Blain: Charles "Chips" Maurey
- Bruce Cabot: Little Wolf ("l'indi")
- Michèle Girardon: Brandy de la Court
- Valentin de Vargas: Luis Francisco Garcia Lopez
- Eduard Franz: Dr. Sanderson

## Nominacions
- Oscar a la millor fotografia per Russell Harlan